# Leubnitz-Neuostra (statistischer Stadtteil)
Leubnitz-Neuostra mit Torna und Mockritz-Ost ist ein statistischer Stadtteil des Dresdner Stadtbezirks Prohlis.

## Lage
Der statistische Stadtteil liegt im Dresdner Süden umgeben von Kleinpestitz/Mockritz im Westen, Räcknitz/Zschertnitz im Nordwesten, Strehlen und Reick im Norden, Prohlis im Nordosten und Lockwitz im Südosten. Südlich liegt der Bannewitzer Ortsteil Goppeln.

## Gliederung
Der statistische Stadtteil hat die Nummer 75, wobei 7 die laufende Nummer des Stadtbezirks Prohlis innerhalb Dresdens und 5 die laufende Nummer des Stadtteils innerhalb des Stadtbezirks ist. Zum statistischen Stadtteil gehören Leubnitz-Neuostra, Torna, der östliche Teil von Mockritz (der Hauptteil dieser Gemarkung liegt in Kleinpestitz/Mockritz im Stadtbezirk Plauen) sowie kleine Randbereiche im Süden von Strehlen. Er gliedert sich in folgende neun statistische Bezirke:
- 751 Torna
- 752 Leubnitz (Leubnitzer Höhe)
- 753 Leubnitz (Hans-Otto-Weg)
- 754 Leubnitz (Fritz-Busch-Str.)
- 755 Leubnitz (Altleubnitz)
- 756 Leubnitz (Wieckestr.)
- 757 Leubnitz (Clausen-Dahl-Str.)
- 758 Leubnitz (Feuerbachstr.)
- 759 Mockritz-Ost (Gostritzer Str.)

## Verkehr
Im Nordosten verläuft die Staatsstraße 172, die teilweise die Grenze des statistischen Stadtteils definiert. Auf dieser verkehrt die Buslinie 66. Weiterhin wird der Stadtteil durch die Buslinien 68, welche Leubnitz-Neuostra unmittelbar durchquert, und 87 an den öffentlichen Personennahverkehr angebunden.